# Sailor (album)
Sailor is het debuutalbum van de muziekgroep met dezelfde naam. Het album verscheen eind 1974 en werd gepromoot door de single Traffic Jam. Die single had in eerste instantie alleen in Nederland succes. Alle liedjes op het album zijn afkomstig van Georg Kajanus, medebedenker van dit project. Phil Pickett zou later blijken eveneens goede liedjes te kunnen schrijven. De schrijfstijl van Kajanus bleek beperkt, reden waarom de liedjes op het album wel erg op elkaar lijken; de akkoordenschema's zijn bijna identiek.
Van het album verscheen een aantal singles: Traffic Jam, Let's Go To Town, Blue Desert, Sailor, maar ook andere tracks klinken door de grote gelijkenis bekend in de oren, zoals Josephine Baker. Ze zouden allemaal wel als single uitgebracht kunnen worden; de tracks duren elk ongeveer drie minuten.

## Musici
- Georg Kajanus - zang en gitaar
- Phil Pickett – zang, basgitaar, synthesizer
- Henry Marsh – zang, accordeon, synthesizer
- Grant Serpell – zang, slagwerk, percussie

## Composities

### Kant A
1. Traffic Jam
2. Blue Desert
3. Sailor
4. The Girls Of Amsterdam
5. The Street

### Kant B
1. Let's Go To Town
2. Josephine Baker
3. Blame It On The Soft Spot
4. Open Up The Door
5. Sailor’s Night On The Town

## Hitnotering
| "Sailor" in de Nederlandse Album Top 100 - binnen: 02-11-1974 | "Sailor" in de Nederlandse Album Top 100 - binnen: 02-11-1974 | "Sailor" in de Nederlandse Album Top 100 - binnen: 02-11-1974 | "Sailor" in de Nederlandse Album Top 100 - binnen: 02-11-1974 | "Sailor" in de Nederlandse Album Top 100 - binnen: 02-11-1974 | "Sailor" in de Nederlandse Album Top 100 - binnen: 02-11-1974 | "Sailor" in de Nederlandse Album Top 100 - binnen: 02-11-1974 | "Sailor" in de Nederlandse Album Top 100 - binnen: 02-11-1974 | "Sailor" in de Nederlandse Album Top 100 - binnen: 02-11-1974 | "Sailor" in de Nederlandse Album Top 100 - binnen: 02-11-1974 | "Sailor" in de Nederlandse Album Top 100 - binnen: 02-11-1974 | "Sailor" in de Nederlandse Album Top 100 - binnen: 02-11-1974 | "Sailor" in de Nederlandse Album Top 100 - binnen: 02-11-1974 | "Sailor" in de Nederlandse Album Top 100 - binnen: 02-11-1974 | "Sailor" in de Nederlandse Album Top 100 - binnen: 02-11-1974 | "Sailor" in de Nederlandse Album Top 100 - binnen: 02-11-1974 | "Sailor" in de Nederlandse Album Top 100 - binnen: 02-11-1974 | "Sailor" in de Nederlandse Album Top 100 - binnen: 02-11-1974 | "Sailor" in de Nederlandse Album Top 100 - binnen: 02-11-1974 |
| Week                                                          | 01                                                            | 02                                                            | 03                                                            | 04                                                            | 05                                                            | 06                                                            | 07                                                            | 08                                                            | 09                                                            | 10                                                            | 11                                                            | 12                                                            | 13                                                            | 14                                                            | 15                                                            | 16                                                            | 17                                                            | 18                                                            |
| ------------------------------------------------------------- | ------------------------------------------------------------- | ------------------------------------------------------------- | ------------------------------------------------------------- | ------------------------------------------------------------- | ------------------------------------------------------------- | ------------------------------------------------------------- | ------------------------------------------------------------- | ------------------------------------------------------------- | ------------------------------------------------------------- | ------------------------------------------------------------- | ------------------------------------------------------------- | ------------------------------------------------------------- | ------------------------------------------------------------- | ------------------------------------------------------------- | ------------------------------------------------------------- | ------------------------------------------------------------- | ------------------------------------------------------------- | ------------------------------------------------------------- |
| Nummer                                                        | 48                                                            | 33                                                            | 22                                                            | 13                                                            | 8                                                             | 7                                                             | 7                                                             | 8                                                             | 11                                                            | 11                                                            | 16                                                            | 19                                                            | 21                                                            | 21                                                            | 20                                                            | 10                                                            | 5                                                             | 4                                                             |
| Week                                                          | 19                                                            | 20                                                            | 21                                                            | 22                                                            | 23                                                            | 24                                                            | 25                                                            | 26                                                            | 27                                                            | 28                                                            | 29                                                            | 30                                                            | 31                                                            | 32                                                            | 33                                                            | 34                                                            | 35                                                            |                                                               |
| Nummer                                                        | 2                                                             | 1                                                             | 1                                                             | 1                                                             | 1                                                             | 1                                                             | 2                                                             | 5                                                             | 8                                                             | 9                                                             | 10                                                            | 14                                                            | 13                                                            | 18                                                            | 24                                                            | 34                                                            | 46                                                            | uit                                                           |